# Стейермарк, Джулиан Альфред
Джу́лиан А́льфред Сте́йермарк (англ. Julian Alfred Steyermark; 28 января 1909 — 15 октября 1988) — американский ботаник, специалист по таксономии семейства Мареновые (Rubiaceae).

## Краткая биография
Джулиан Стейермарк родился в городе Сент-Луис штата Миссури единственным ребёнком в семье. Учился ботанике в Сент-Луисском университете имени Вашингтона, в 1933 году присвоившего ему степень доктора философии. Работал в Музее естественной истории им. Филда в Чикаго, Ботаническом институте в Каракасе и Ботанических садах Миссури в Сент-Луисе. Основные научные публикации Стейермарка — Flora of the Venezuelan Guayana, Flora of Missouri и Flora of Guatemala. За свою жизнь Стейермарк собрал более 130 600 экземпляров растений из двадцати шести стран и попал в Книгу рекордов Гиннесса. Джулиан Стейермарк описал 2392 таксона растений, из которых 1864 — неизвестные науке ранее виды.

## Научные работы
- Flora of Missouri (1963) Ames, Iowa: The Iowa State University Press.
- Bromeliaceae of Venezuela (1987) Caracas, Venezuela: Graficas Armitano, C. A.

## Роды растений, названные в честь Дж. Стейермарка
- Steyermarkia Standl. 1940 (Rubiaceae)
- Steyermarkina R.M.King & H.Rob. 1971 (Asteraceae)
- Steyermarkochloa Davidse & R.P.Ellis 1985 (Poaceae)